# Cryptophis
Cryptophis es un género de reptiles escamosos de la familia Elapidae. Se distribuyen por Australia, Nueva Guinea e islas intermedias.

## Especies
Se reconocen las 5 siguientes según The Reptile Database:
- Cryptophis boschmai (Brongersma & Knaap Van Meeuven, 1961)
- Cryptophis incredibilis Wells & Wellington, 1985
- Cryptophis nigrescens (Günther, 1862)
- Cryptophis nigrostriatus (Krefft, 1864)
- Cryptophis pallidiceps (Günther, 1858)